# Lete
Lete (także Leta; gr. Λήθη Lḗthē ‘zapomnienie’, łac. Lethe) – w mitologii greckiej jedna z pięciu rzek Hadesu, obok Styksu, Kokytos (z której brała początek), Acherontu i Pyriflegetonu. Wypicie wody z Lete miało powodować całkowitą utratę pamięci. Niektóre greckie wierzenia mówiły o tym, że dusze musiały to czynić przed reinkarnacją, aby nie pamiętać swoich przeszłych żywotów.

## W literaturze
Platon w Fajdrosie wspomina o tym, jak to kosztując wody ze źródeł niepamięci, dusza traciła pamięć wszystkiego, co widziała wraz z bogami.
W Boskiej komedii Dantego, zapożyczona z mitologii Lete spływa do środka Ziemi, a jej źródła znajdują się w Raju Ziemskim, na szczycie Góry Czyśćcowej. Dusze mające wstąpić do Raju piją z niej wodę, aby zapomnieć o swoich grzechach.
W wierszu Sławomira Worotyńskiego Jesienne Bieniakonie symbol zapomnienia, nicości.